# Adolf von Schwarz
Adolf von Schwarz (* 17. Februar 1807 in Wien als Adolf Schwarz; † 16. Dezember 1872 ebenda) war ein österreichischer Statistiker, Jurist und Autor.

## Leben
Adolf Schwarz wurde am 17. Februar 1807 als Sohn von Johann Heinrich Schwarz, dem Bürgermeister von Deutschbrod, in Wien geboren. Nach dem Gymnasium in Deutschbrod und Klagenfurt, wohin er mit seiner Mutter nach dem frühen Tod des Vaters im Jahre 1820 gezogen war, begann er im Jahre 1824 ein Studium der Rechtswissenschaft an der Universität Wien, das er im Jahre 1828 abschloss. Nachdem er im Jahre 1830 seine Richteramtsprüfung abgelegt hatte, trat er 1832 beim Wiener Domkapitel in die Gerichtspraxis ein. Davor wollte ihn sein Professor, Graf Vidoll, noch als Richter an die Militärgrenze bringen, ehe sich der Tätigkeitsbereich im Wiener Domkapitel auftat. Ab 1833 war er Patrimonialbeamter und wurde im darauffolgenden Jahr 1834 fürsterzbischöflicher Justitiar in Ober Sankt Veit. Im Jahre 1836 wurde Schwarz Justizverwalter in Neunkirchen. Nach der Auflösung der Patrimonialgerichtsbarkeit kam Schwarz 1850 anlässlich der Organisierung der Staatsanwaltschaft mit dem Rang eines Oberlandesgerichtsrats (OLGR) an das Landesgericht Wiener Neustadt. Dort fungierte er in der ersten in Österreich stattfindenden Schwurgerichtsverhandlung als öffentlicher Ankläger.
1854 übernahm Schwarz die Leitung der Staatsanwaltschaft beim Landesgericht Wien und wurde in dieser Zeit zum Pionier der Kriminaljustizstatistik in Österreich. Anfangs nur zur Evidenzhaltung der anfallenden Geschäfte vorgesehen, wurde er 1857 mit dem Entwurf der hiefür nötigen Formularien betraut. Seine statistischen Veröffentlichungen fanden daraufhin großen Beifall. 1859 stieg Schwarz zum dritten Vizepräsidenten beim Landesgericht Wien auf und übernahm in den Jahren 1863 bis 1864 die Leitung des Wiener Strafgerichts. 1864 erhielt er den Orden der Eisernen Krone III. Klasse, wurde in den Ritterstand erhoben und durfte fortan als Nobilitierter den Zusatz „von“ bzw. „Ritter von“ vor seinem Familiennamen tragen. 1870 wurde er Mitglied der k.k. statistischen Central-Commission. Von Schwarz, der sich in seiner juristischen Laufbahn im Staatsdienst als Einzelrichter, öffentlicher Ankläger, Kollegialrichter und Gerichtsvorstand sowie als Statistiker hohe Verdienste erworben hatte, galt zudem als bemerkenswerter Tourist, Botaniker und Pianist.
Im Jahre 1872, in dem ihm auch der Ehrentitel Hofrat verliehen wurde, ging von Schwarz als Vizepräsident des Wiener Landesgerichts in Strafsachen in den Ruhestand. Am 16. Dezember desselben Jahres starb er im Alter von 65 Jahren in seiner Heimatstadt Wien an den Folgen eines „Gehirn- und Lungenleidens“. Von einem im Winter 1871/72 in der Piaristengasse zugezogenen Beinbruch hatte sich der einstige Bürgermeistersohn nicht mehr richtig erholt und wurde in der Zeit nach dem Beinbruch als „fortwährend kränklich“ bezeichnet. Das Begräbnis fand am 19. Dezember 1872 statt. Von seinen fünf Söhnen sind vor allem Vinzenz (1839–1915), ein Landesgerichtsrat, Cecil (1844–1912), ein Eisenwerksdirektor in Britisch-Indien und der Oberst Heinrich (1845–1915) hervorzuheben. Des Weiteren hinterließ er auch seine Ehefrau sowie eine Tochter.

## Werke (Auswahl)
- 1849: Einige Worte über die rechtliche Stellung der Patrimonialbeamten gegenüber dem Staate, mit besonderer Rücksicht auf die Provinz Nieder-Österreich.
- 1870: Ergebnisse der Strafrechtspflege über Verbrechen und Vergehen im Sprengel des Wiener Landesgerichts während der zwölf Jahre 1858 bis 1869.
- 1871: Die Zunahme der Verbrechen, verglichen mit der Vermehrung der Bevölkerung in Österreich unter der Enns, Österreich ob der Enns und Salzburg während der Jahre 1857 bis 1869. In: Mitteilungen aus dem Gebiete der Statistik 18